# Danh sách người cầm cờ cho Việt Nam tại Thế vận hội
Đây là danh sách những người cầm cờ cho đoàn Việt Nam tại Thế vận hội. Người cầm cờ mang cờ quốc gia của nước họ tại lễ khai mạc của Thế vận hội.
Việt Nam tham dự liên tục các Thế vận hội Mùa hè kể từ năm 1980 ở Moskva, trừ Thế vận hội 1984. Việt Nam chưa từng tham dự một Thế vận hội Mùa đông nào.
| # | Năm  | Mùa    | Người cầm cờ      | Môn thể thao |
| - | ---- | ------ | ----------------- | ------------ |
| 1 | 1980 | Mùa hè | DucLe             | Bắn súng     |
| 2 | 1988 | Mùa hè | Liêm Trường Giang | Điền kinh    |
| 3 | 1992 | Mùa hè | Nguyễn Duy Minh   | Đấu kiếm     |
| 4 | 1996 | Mùa hè | Nguyễn Hữu Huy    | Judo         |
| 5 | 2000 | Mùa hè | Trương Ngọc Để    | Taekwondo    |
| 6 | 2004 | Mùa hè | Bùi Thị Nhung     | Điền kinh    |
| 7 | 2008 | Mùa hè | Nguyễn Đình Cương | Điền kinh    |
| 8 | 2012 | Mùa hè | Nguyễn Tiến Nhật  | Đấu kiếm     |
| 9 | 2016 | Mùa hè | Vũ Thành An       | Đấu kiếm     |

- in nghiêng: huấn luyện viên